# 严士健
严士健（1929年—），男，湖北麻城人，中国数学家，北京师范大学教授，曾任中国数学会副理事长。